# Larry Lloyd
Larry Lloyd, született Laurence Valentine Lloyd (Bristol, 1948. október 6. – 2024. március 28.) válogatott angol labdarúgó, hátvéd, edző.

## Pályafutása

### Klubcsapatban
1967 és 1969 között a Bristol Rovers, 1969 és 1974 között a Liverpool labdarúgója volt. A Liverpoollal egy angol bajnoki címet nyert (1972–73). Tagja volt az 1972–73-as idényben UEFA-kupagyőztes együttesnek. 1974 és 1976 között a Coventry City, 1976 és 1981 között a Nottingham Forest játékosa volt. A Foresttel angol bajnok (1977–78) és kétszeres BEK-győztes (1978–79, 1979–80) volt. 1981 és 1983 között a Wigan Athletic játékos-edzőjeként fejezte be az aktív játékot.

### A válogatottban
1971 és 1980 között négy alkalommal szerepelt az angol válogatottban.

### Edzőként
1981 és 1983 között a Wigan Athletic játékos-edzője, 1983–84-ben a Notts County vezetőedzője volt.

## Sikerei, díjai
Liverpool FC
- Angol bajnokság
  - bajnok: 1972–73
- Angol kupa (FA Cup)
  - döntős: 1971
- UEFA-kupa
  - győztes: 1972–73

 Nottingham Forest
- Nottingham Forest – az év játékosa (1980)
- Angol bajnokság
  - bajnok: 1977–78
- Angol ligakupa
  - győztes (2): 1977–78, 1978–79
- Angol szuperkupa (FA Charity Shield)
  - győztes: 1978
- Bajnokcsapatok Európa-kupája (BEK)
  - győztes (2): 1978–79, 1979–80
- UEFA-szuperkupa
  - győztes: 1979
  - döntős: 1980
- Interkontinentális kupa
  - döntős: 1980

## Statisztika

### Mérkőzései az angol válogatottban
| Anglia | Anglia             | Anglia                     | Anglia | Anglia   | Anglia         | Anglia             | Anglia | Anglia  |
| #      | Dátum              | Helyszín                   | Hazai  | Eredmény | Vendég         | Kiírás             | Gólok  | Esemény |
| ------ | ------------------ | -------------------------- | ------ | -------- | -------------- | ------------------ | ------ | ------- |
| 1.     | 1971. május 19.    | London, Wembley Stadion    | Anglia | 0 – 0    | Wales          | brit házibajnokság | -      |         |
| 2.     | 1971. november 10. | London, Wembley Stadion    | Anglia | 1 – 1    | Svájc          | Eb-selejtező       | -      |         |
| 3.     | 1972. május 23.    | London, Wembley Stadion    | Anglia | 0 – 1    | Észak-Írország | brit házibajnokság | -      |         |
| 4.     | 1980. május 17.    | Wrexham, Racecourse Ground | Wales  | 4 – 1    | Anglia         | brit házibajnokság | -      | 80'     |
|        | Összesen           |                            |        | 4        | mérkőzés       |                    | 0      | gól     |